# Dick's Picks Volume 23
Dick's Picks Volume 23 es el vigésimotercer álbum en vivo de Dick's Picks, serie  de lanzamientos en vivo de la banda estadounidense Grateful Dead. Fue grabado el 17 de septiembre de 1972 en el Baltimore Civic Center, en Baltimore, Maryland.
Fue grabado por Owsley Stanley y contiene la versión más larga de la canción «The Other One» hasta la fecha, con una duración de casi 40 minutos.

## Caveat emptor
Cada volumen de Dick's Picks tiene su propia etiqueta “caveat emptor”, que informa al oyente sobre la calidad del sonido de la grabación. La etiqueta del volumen 23 dice:
“Dick's Picks Twenty-Three se masterizó a partir de las cintas analógicas originales de ¼, funcionando a 7½ ips. La mezcla que escuchas se hizo en vivo a dos pistas en el show y los resultados son extraordinarios. Esperamos que les guste tanto como a nosotros.”

## Recepción de la crítica
En una reseña para AllMusic, Lindsay Planer declaró: “Esta 23.ª entrega de la serie Dick's Picks proporciona suficiente combustible para ese fuego”. John Metzger, crítico de The Music Box, comentó: “Como con la mayoría de los conciertos de Grateful Dead de 1972, es una tarea difícil elegir uno sobre el otro. Pero una cuidadosa comparación entre Dick's Picks, Volume 23 y Dick's Picks, Volume 11 demostrará que esta última entrega es la más fuerte de los dos programas”. En Glide Magazine, Doug Collette escribió: “Con una confianza colectiva arraigada en su sentido innato de la improvisación, The Dead actuaron como si no pudieran equivocarse en este momento de su carrera y con razón: habiendo regresado a principios de este mismo año de una conquista de Europa, su primera visita al continente, el grupo tenía todas las razones para sentirse seguro de sí mismo”.

## Lista de canciones
Todas las canciones escritas y compuestas por Jerry Garcia y Robert Hunter, excepto donde esta anotado. 
| Disco uno |                       |                                     |          |  |
| N.º       | Título                | Escritor(es)                        | Duración |  |
| 1.        | «Promised Land»       | Chuck Berry                         | 3:39     |  |
| 2.        | «Sugaree»             |                                     | 8:00     |  |
| 3.        | «Black-Throated Wind» | John Perry Barlow Bob Weir          | 6:35     |  |
| 4.        | «Friend of the Devil» | John Dawson Garcia Hunter           | 4:20     |  |
| 5.        | «El Paso»             | Marty Robbins                       | 5:12     |  |
| 6.        | «Bird Song»           |                                     | 10:56    |  |
| 7.        | «Big River»           | Johnny Cash                         | 5:23     |  |
| 8.        | «Tennessee Jed»       |                                     | 8:06     |  |
| 9.        | «Mexicali Blues»      | Barlow Weir                         | 3:57     |  |
| 10.       | «China Cat Sunflower» |                                     | 5:18     |  |
| 11.       | «I Know You Rider»    | tradicional, arr. por Grateful Dead | 6:17     |  |

| Disco dos |                                          |                              |          |  |
| N.º       | Título                                   | Escritor(es)                 | Duración |  |
| 1.        | «Playing in the Band»                    | Mickey Hart Hunter Weir      | 18:48    |  |
| 2.        | «Casey Jones»                            |                              | 6:13     |  |
| 3.        | «Truckin'»                               | Garcia Hunter Phil Lesh Weir | 12:19    |  |
| 4.        | «Loser»                                  |                              | 7:21     |  |
| 5.        | «Jack Straw»                             | Hunter Weir                  | 5:23     |  |
| 6.        | «Mississippi Half-Step Uptown Toodleloo» |                              | 8:39     |  |
| 7.        | «Me and My Uncle»                        | John Phillips                | 3:19     |  |

| Disco tres |                     |                      |          |  |
| N.º        | Título              | Escritor(es)         | Duración |  |
| 1.         | «He's Gone»         |                      | 10:22    |  |
| 2.         | «The Other One»     | Bill Kreutzmann Weir | 39:08    |  |
| 3.         | «Sing Me Back Home» | Merle Haggard        | 10:51    |  |
| 4.         | «Sugar Magnolia»    | Hunter Weir          | 9:26     |  |
| 5.         | «Uncle John's Band» |                      | 7:23     |  |

## Créditos y personal
Créditos adaptados desde el folleto que acompaña al CD.
Grateful Dead
- Jerry Garcia – voz principal y coros, guitarra líder
- Donna Jean Godchaux – coros
- Keith Godchaux – piano
- Bill Kreutzmann – batería
- Phil Lesh – bajo eléctrico, coros
- Bob Weir – guitarra rítmica, coros

Personal técnico
- Owsley Stanley – grabación
- Dick Latvala, David Lemieux – archivista
- Jeffrey Norman – masterización
- Eileen Law/Grateful Dead Archives – investigadora de archivo

Diseño
- Ed Perlstein, David DeNoma – fotografía de portada
- Tina Carpenter – ilustración, diseño de portada, fotografía
- Mary Ann Mayer – fotografía de la banda